# Мейстер, Александр Карлович
Александр Карлович Мейстер (15 [27] ноября 1865, Москва — 25 октября 1938, Ленинград) — русский и советский учёный-геолог, петрограф, минералог, директор Геолкома (1918—1921), профессор, доктор геолого-минералогических наук.

## Биография
Родился 15 (27) ноября 1865 года в Москве.

### Образование
В 1884 году окончил классическую гимназию в Москве.
В 1889 году окончил Физико-математический факультет Московского университета.
В 1893 году окончил Горный институт в Санкт-Петербурге по первому разряду. Был прикомандирован к Геологическому комитету (Геолком).

### Научная и организационная работа
С 1894 года работал штатным геологом Геолкома, работал по исследованию Киргизской степи, Приенисейского края, Ленского золотоносного района, Баргузинского округа и Южного Забайкалья.
В Киргизской степи открыл кембрийские отложения и разведал Экибастузское каменноугольное месторождение, выяснив его тектонику.
Установил для Енисейского района границы и основные условия золотоносности и наметил площади, наиболее благоприятные для поисков месторождений коренного золота.
До 1918 года — старший геолог Геолкома, с 1918 по 1921 годы — директор, до 1927 года — помощник директора, заведующий геолого-экономическим отделом.
С 1926 года до развала Геологического Комитета в 1929 году, состоял помощником директора, не смотря на постигшую его слепоту (последние 10 лет жизни).
Специализировался на геологии и золотогении Западной и Средней Сибири. Под его редакцией была составлена и издана первая геологическая карта Сибири.
Был первым руководителем Государственной комиссии по запасам полезных ископаемых (ОКЗ) с момента начала работы 31 мая 1927 года и до 28 декабря 1928 года.
Открыл новые минералы: ангаралит, татаркант, дидюмолит.

### Репрессии
Был репрессирован в 1938 году в связи с арестом родного брата Георгия Карловича Мейстера, академика ВАСХНИЛ. Реабилитирован посмертно.
Скончался в тюремной больнице в Ленинграде 25 октября 1938 года (по другим данным 25 ноября 1938 года).

## Награды, премии
- 1908 — Медаль имени Н. М. Пржевальского.

## Память
В его честь названы мейстеровские слои в верхнем девоне Казахстана.
Также именем А. К. Мейстера названы отдельные виды[уточнить] ископаемых мшанок, трилобитов, брахиопод, археоциатов.